# Malajube
Malajube es un grupo de rock alternativo de lengua francesa con base en Montreal, Canadá. 

## Historia
Formado por un grupo de amigos, lanzan su primer disco Le compte complet en 2004. El periódico Voir recibe el disco como muy positivo., con lo cual logran hacerse conocidos en la escena de Quebec. En los meses siguientes el grupo participa en festivales de envergadura como FrancoFolies de Montréal y Osheaga. En febrero del 2006 con su segundo disco Trompe-l'œil, ganan 3 Felix Awards. Y la CBC (Corporación Canadiense de Radiodifusión) los describe como el grupo revelación de Quebec del 2006. El 10 de febrero de 2009 lanzan Labyrinthes su tercer disco. En 2010 tocan en Vancouver para los Juegos Olímpicos de Invierno.

## Miembros de la banda
- Julien Mineau (compositor, vocalista y guitarra)
- Francis Mineau (batería)
- Mathieu Cournoyer (bajo)
- Thomas Augustin (teclado, vocalista)

## Discografía
- Le Compte complet, 2004
- Trompe-l'œil, 2006
- Labyrinthes, 2009
- La Caverne, 2011